# Etiene Medeiros
Etiene Pires de Medeiros (Recife, 24 de maio de 1991) é uma nadadora brasileira. Considerada a melhor nadadora da história do Brasil, foi a primeira mulher do país a conquistar uma medalha de ouro em um Campeonato Mundial de Natação (tanto o de piscina longa, quanto o de piscina curta) e em Jogos Pan-americanos. É a recordista mundial dos 50 metros costas em piscina curta, tendo alcançado a marca em Doha 2014. Também é a recordista das Américas nos 50 m costas em piscina longa, e dos 50 m livres em piscina curta.

## Primeiros anos
Filha do autônomo Jamison Medeiros e da funcionária pública Etiene Pires, teve seu primeiro contato com as piscinas aos dois anos, por motivo de saúde. Também praticou balé e basquetebol.
Em 2000, aos oito anos, iniciou sua carreira de atleta no Sport Club do Recife. Posteriormente, em 2003, nadou pelo Nikita Natação – SESI, onde permaneceu durante nove anos, período que conseguiu superar várias marcas nacionais, como também integrar a seleção brasileira.
Em 2012 decidiu deixar a cidade natal e mudou-se para o Rio de Janeiro, dando continuidade aos treinamentos no Clube de Regatas do Flamengo. No ano de 2013, transferiu-se para o clube SESI-SP, onde continua até o momento, ao lado do técnico Fernando Vanzella.

## Trajetória esportiva

### 2008–12
Aos 17 anos, Etiene Medeiros foi medalha de prata nos 50 metros costas no Campeonato Mundial Júnior da Federação Internacional de Natação (FINA), em 2008, no México.
No Campeonato Mundial de Esportes Aquáticos de 2009, ficou em 21º nos 50 metros costas.
Esteve no Campeonato Mundial de Natação em Piscina Curta de 2010, em Dubai, onde ficou em 17º nos 50 metros costas e 30º nos 100 metros costas.
Integrou a delegação nacional que participou do Campeonato Mundial de Esportes Aquáticos de 2011 em Xangai, na China, conquistando a vaga após o exame de doping de Fabíola Molina ter dado positivo. Etiene ficou com a 43a. colocação nos 100 metros costas, com o tempo de 1m05s18. Também esteve nos 50 metros costas, onde ficou em 25º, e nos 4x100m medley, onde ficou em 17º.
Nos Jogos Pan-Americanos de Guadalajara 2011, Etiene ficou em 10º lugar nas eliminatórias dos 100 metros costas, não indo à final.
Esteve no Campeonato Mundial de Natação em Piscina Curta de 2012, em Istambul, onde ficou em 10º nos 50 metros costas e em 28º nos 100 metros costas.

### 2013–16
No Campeonato Mundial de Esportes Aquáticos de 2013, em Barcelona, Etiene terminou em 4º lugar na final dos 50 metros costas, com o tempo de 27s83, sua melhor marca pessoal, obtendo a melhor colocação de uma mulher brasileira em campeonatos mundiais. Ela ficou em 21º lugar nos 100m costas, e em 12º lugar no 4×100m medley, junto com Daynara de Paula, Larissa Oliveira e Beatriz Travalon.
No Campeonato Pan-Pacífico de Natação de 2014, em Gold Coast, na Austrália, ela terminou em quinto lugar no revezamento 4x100 metros livre, junto com Graciele Herrmann, Daynara de Paula e Alessandra Marchioro; quinto no revezamento 4x100 metros medley, junto com Graciele Herrmann, Ana Carla Carvalho e Daynara de Paula; sexto nos 50 metros livre; sétimo no 100 metros borboleta e 11º nos 100 metros costas. 
Em 3 de setembro de 2014, participando do Troféu José Finkel (em piscina curta), em Guaratinguetá, Etiene quebrou três recordes sul-americanos: nos 50 metros livre, com 24s15, nos 50 metros costas, com 26s41; e nos 100 metros costas, com 57s53.
Sua maior conquista foi a medalha de ouro e o recorde mundial dos 50 metros costas – 25s67 – conquistado no Campeonato Mundial de Natação em Piscina Curta de 2014 realizado em Doha, no Qatar, em dezembro do mesmo ano. Foi a primeira mulher do Brasil a conseguir uma medalha individual em mundiais de natação. Obteve três medalhas: ouro nos 50 metros costas e no revezamento 4x50 metros medley misto do Brasil (junto com Felipe França, Nicholas Santos e Larissa Oliveira), e um bronze no revezamento 4x50 metros livre misto (junto com César Cielo, João de Lucca e Larissa Oliveira). Em 3 de dezembro, no revezamento 4x50 metros medley misto, Etiene abriu a final com o tempo de 25s83 (que só não foi considerado recorde das Américas por ter sido realizado em um revezamento misto) e o Brasil ganhou a prova batendo o recorde sul-americano com o tempo de 1m37s26, quase batendo o recorde mundial dos Estados Unidos, de 1m37s17. Já no dia 6 de dezembro, no revezamento 4x50 metros livre misto, o revezamento ganhou a medalha de bronze, quebrando o recorde sul-americano com a marca de 1m29s17, a apenas quatro centésimos da Rússia, que obteve a medalha de prata. Na prova dos 50 metros costas, Etiene bateu o recorde das Américas na semifinal com a marca de 25s99 e o recorde mundial na final com 25s67, batendo por três centésimos a marca de 25s70 de Sanja Jovanović, que perdurava desde 2009. Etiene também quebrou duas vezes o recorde sul-americano dos 100 metros costas, com 57s36 nas eliminatórias e 57s13 na semifinal, terminando em sétimo lugar na final; e duas vezes no revezamento 4x50 metros medley feminino do Brasil, com 1m47s20 na eliminatória e 1m46s47 na final, terminando em quinto lugar.

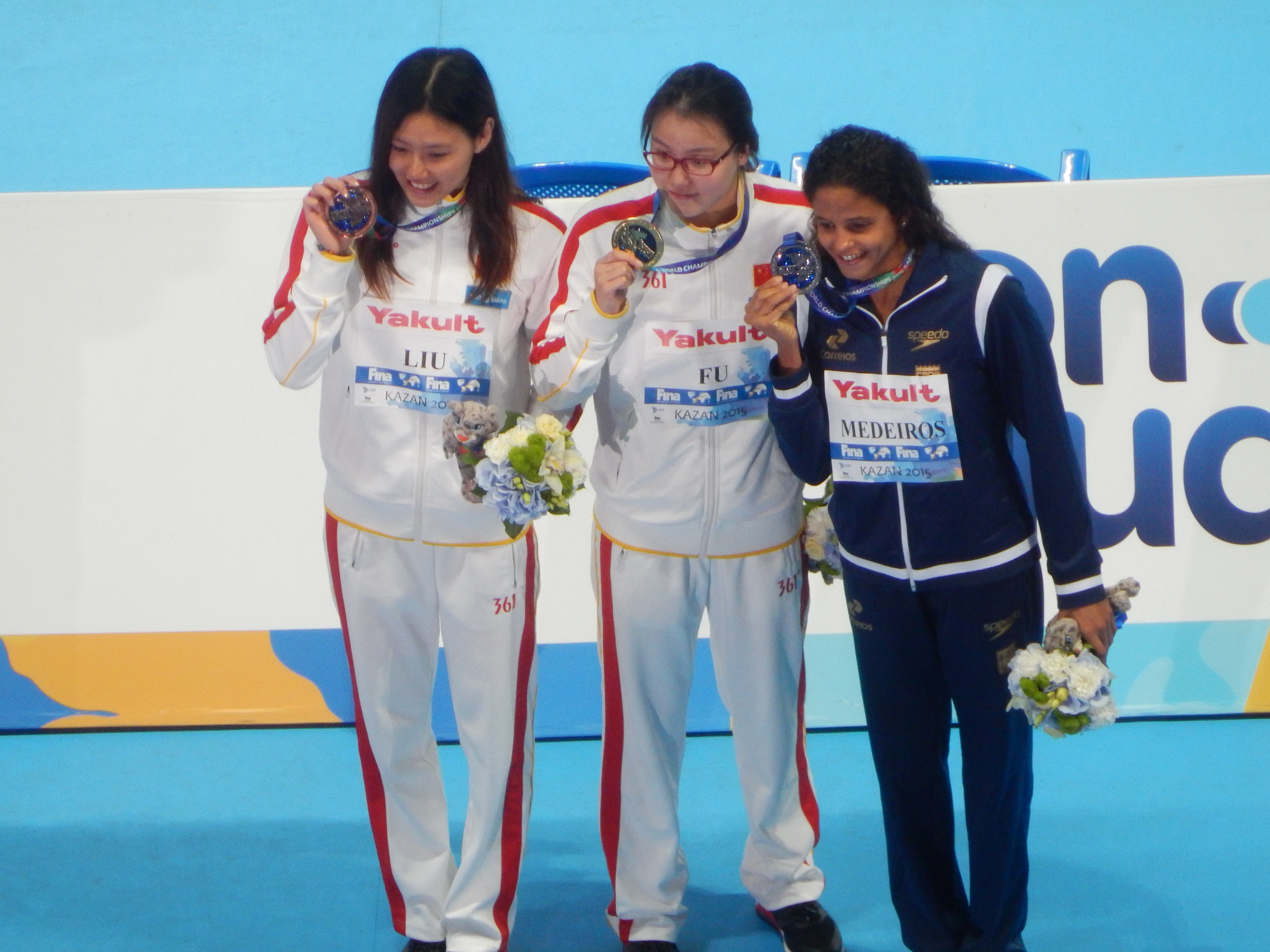
Etiene Medeiros com a prata dos 50m costas no Mundial de Kazan 2015

Em dezembro de 2014, no Open realizado no Rio de Janeiro, ela bateu o recorde das Américas dos 50 metros costas em piscina longa, com o tempo de 27s37, apenas 0.31 acima do recorde mundial da chinesa Jing Zhao, ainda da época dos super trajes. Com isso, Etiene assumiu o topo do ranking de 2014 nos 50 metros costas também em piscina longa.  Ela ainda terminou a competição batendo o recorde sul-americano dos 50m livres, com o tempo de 24s74. 
Nos Jogos Pan-americanos de 2015, em Toronto, ela se tornou a primeira brasileira a conquistar uma medalha de ouro na natação deste evento em toda sua história,[i] feito conseguido nos 100 metros costas, com novo recorde do Pan e recorde sul-americano de 59s61; na mesma noite conquistou a medalha de prata nos 50 metros livre, quebrando o recorde sul-americano com a marca de 24s55. Ela também ajudou o Brasil a ganhar duas medalhas de bronze nos revezamentos 4x100 metros livre (neste, quebrando o recorde sul-americano, com o tempo de 3m37s39, junto com Larissa Oliveira, Graciele Herrmann e Daynara de Paula) e 4x100m medley (junto com Jhennifer Conceição, Larissa Oliveira e Daynara de Paula).
No Campeonato Mundial de Esportes Aquáticos de 2015, Etiene quebrou outro paradigma, ao se tornar a primeira brasileira a subir ao pódio de um campeonato mundial de piscina longa. Ela ganhou a medalha de prata na prova dos 50 metros costas, batendo o recorde das três Américas, com o tempo de 27s26.Nos 100 metros costas, ela chegou perto de ir à final, mas terminou em nono lugar com o tempo de 59s97. Ela também terminou em 11º lugar na prova dos 4x100 metros livre, 14º lugar na prova dos 4x100 metros medley, e 16º lugar na prova dos 50 metros livre.
No Open realizado em Palhoça em dezembro de 2015, ela bateu o recorde sul-americano nos 100 metros livre, com o tempo de 54s26.

### Jogos Olímpicos de 2016
Nos Jogos Olímpicos de Verão de 2016, Etiene foi à final olímpica dos 50 metros livres, terminando em oitavo lugar. Na semifinal, ela bateu o recorde sul-americano da prova, com a marca de 24s45. Ela também foi à semifinal dos 100 metros livre, terminando em 16º; nos 100 metros costas, ela não se preparou especificamente para a prova e acabou na 25ª posição. Além disso, nadou o revezamento 4x100 metro livre do Brasil, terminando em 11º.

### 2016–20
Em setembro de 2016, no Troféu José Finkel, ela bateu o recorde sul-americano dos 50m livres em piscina curta com a marca de 23s88. Ficou perto de bater o recorde das 3 Américas (23s82 de Dara Torres).
No 13º Campeonato mundial em piscina curta da FINA na cidade de Windsor, no Canadá, disputado entre os dias 6 a 11 de dezembro de 2016, Etiene ganhou uma medalha de prata e uma de ouro. A medalha de prata no revezamento 4x50 medley, no dia 8 de dezembro. Além de Etiene, a equipe brasileira foi formada por Felipe Lima, Nicholas Santos e Larissa Oliveira. No dia 11, Etiene ganhou medalha de ouro, conquistando o bicampeonato mundial dos 50 metros costas, com o tempo de 25s82, à frente da sua principal rival, a húngara Katinka Hosszú, que terminou a prova em 25s99. Ela também nadou os 50m livres, se classificando pra semifinal com a marca de 24s31 mas desistiu da prova, para focar nas outras que disputava. Ela tinha chances reais de medalha nesta prova também: em setembro, havia feito marca de 23s88, que daria a medalha de prata neste Mundial se fosse repetida.
No Campeonato Mundial de Esportes Aquáticos de 2017, na prova dos 50m costas, ela bateu duas vezes o recorde da América, com os tempos de 27s18 na semifinal e 27s14 na final, para obter sua primeira medalha de ouro. Ela ficou a apenas 8 milésimos de segundo de bater o recorde mundial da chinesa Zhao Jing, obtido na era dos super-trajes. Ela se tornou a primeira brasileira a ganhar uma medalha de ouro em Campeonatos Mundiais de Piscina Longa. Ela também terminou em 21º lugar nos 50m livres.
No Campeonato Mundial de Piscina Curta de 2018 em Hangzhou, China, Etiene veio para tentar o tricampeonato mundial seguido dos 50m costas. No entanto, na semifinal da prova, ela escorregou na largada, perdendo a vaga na final. Em seguida, ela dedicou-se aos 50m livres, onde ela possuía o recorde sul-americano: Etiene igualou o recorde das Américas na semifinal, com o tempo de 23s82, e, na final, conquistou uma medalha de bronze inédita para o Brasil nesta prova, batendo definitivamente o recorde da América, com a marca de 23s76. Ela também terminou em 21º nos 100m costas. 
No Campeonato Mundial de Esportes Aquáticos de 2019, em Gwangju, na Coréia do Sul, ela conquistou a medalha de prata nos 50 metros costas. Foi sua terceira medalha consecutiva nesta prova, em Campeonatos Mundiais. Nos 50 metros livres, ela veio para tentar uma final, visando se desenvolver para as Olimpíadas de 2020. No entanto, ela não conseguiu realizar uma boa prova nesta ocasião, terminando em 23º lugar.
Nos Jogos Pan-Americanos de 2019, realizados em Lima, Peru, Etiene conquistou a segunda medalha de ouro da história da natação feminina brasileira (e seu segundo ouro individual), nos 50m livres. Ela ganhou 5 medalhas no total: além de ouro, ela ganhou duas pratas no 4 × 100m livre e 4 × 100 m livre misto, e dois bronzes nos 100m costas e 4 x 100 m medley.

## Recordes
Etiene Medeiros é a atual detentora dos seguintes recordes:
| Prova                   | Marca   | Data                   | Recorde        | Tipo de piscina |
| ----------------------- | ------- | ---------------------- | -------------- | --------------- |
| 50 metros costas        | 27s14   | 27 de julho de 2017    | das 3 Américas | longa           |
| 50 metros livre         | 24s45   | 12 de agosto de 2016   | sul-americano  | longa           |
| 100 metros livre        | 54s26   | 18 de dezembro de 2015 | sul-americano  | longa           |
| 50 metros costas        | 25s67   | 7 de dezembro de 2014  | mundial        | curta           |
| 50 metros livre         | 23s76   | 16 de dezembro de 2018 | das 3 Américas | curta           |
| 100 metros costas       | 57s13   | 3 de dezembro de 2014  | sul-americano  | curta           |
| 4x50 metros livre misto | 1m29s17 | 6 de dezembro de 2014  | sul-americano  | curta           |
| 4x50 metros medley      | 1m46s47 | 5 de dezembro de 2014  | sul-americano  | curta           |

## Principais resultados
| Ano  | Torneio                             | Local       | Prova                   | Resultado | Marca   | Recorde               |
| ---- | ----------------------------------- | ----------- | ----------------------- | --------- | ------- | --------------------- |
| 2014 | Campeonato Mundial em Piscina Curta | Doha, Qatar | 50 metros costas        | 1º        | 25.67   | Recorde mundial       |
| 2014 | Campeonato Mundial em Piscina Curta | Doha, Qatar | 4x50 metros livre misto | 1º        | 1:37.26 |                       |
| 2014 | Campeonato Mundial em Piscina Curta | Doha, Qatar | 4x50 metros livre misto | 3º        | 1:29.17 | Recorde sul-americano |

## Nota
- ↑i  Nos Jogos Pan-Americanos de 2007, no Rio de Janeiro, a atleta Rebeca Gusmão ganhou dois ouros na natação. Entretanto as medalhas foram todas cassadas e a conquista anulada após a atleta testar positivo para doping por uso de testosterona.[67][68]